# ライオン (遊助の曲)
「ライオン」は、遊助が2010年3月10日に発売した4枚目のシングル。

## 概要
- 前作「いちょう」から、約4ヵ月ぶりのシングルとなる。2009年に発売されたシングルは、全て黄色い花がCDタイトルになっていたが、本作が初めて花の名前以外のCDタイトルになっている。ただし、それまでと同様に「黄色」では括っている。
- 前作と同じく初回生産限定盤（CD+DVD付）と通常盤（初回仕様限定盤のみ格言カード1枚（3種類）封入）の2タイプで発売される。しかし、それまでのシングルは初回生産限定盤と通常盤と違うジャケットを使用していたが、本作は同じ絵柄のジャケットとなっている。また、遊助がジャケットに写っていないのも初めてとなる。
- 2010年の遊助のテーマが『夢』になっており、「ライオン」は、叶わない恋と分かっているが後ろ向きにならず『夢』をあきらめないことで常にポジティブであろうとする少年を描いたラブソングとなっている。上地はブログで「ポストの気持ちになって書いた」と書いている[2]。
- 「ライオン」のミュージック・ビデオは、神児遊助として上地が初監督を担当し、上地と共演経験のある松川尚瑠輝と足立梨花が出演している。
- シークレットトラックとして収録されている「鰯と卵の親子丼」は、上地が『ペケ×ポン3時間SP』（2009年12月18日放送）のコーナー「舌戦!グルメ対決 ターンテーブル」に出演した際に、史上初の全問不正解してしまいくりぃむしちゅーの有田哲平に「ペケ×ポンは永久追放。でもリベンジしたいなら1曲「イワシと卵の親子丼」を引っさげて番組に来て」と言われたことから作成に至り、2010年3月26日放送分で披露[3]したが、時間が51秒と短くMC陣から不評を買ったため、永久追放解除はならず、次の課題として「5分前後」「全部関西弁」「歌詞の中に『宮根』を入れる事」という3つの条件を課されてしまった。シークレットトラックであるが、着うたフルが配信されている。
- 撮影は新潟県で行われ、長岡市立寺泊中学校、法崎ニュータウン（長岡市）、古町商店街（新潟市）で行われた。[4]

## CDタイプ
- 初回生産限定盤…1785円
  - CD+DVD+特殊紙ジャケット仕様。
- 通常盤…1223円
  - CD+初回生産分のみ格言カード収録。

## 収録内容

### 通常盤
1. ライオン
  - 作詞･作曲：遊助、編曲：CUBE JUICE
  - マルコメ『らくらく液みそ』CMソング（本人出演）
2. 遅刻のうた
  - 作詞･作曲：遊助、編曲：CHOKKAKU
3. 夢は現状維持!
  - 作詞･作曲：遊助、編曲：原広明
  - マルコメ『液みそ 絶品の味』CMソング（本人出演）
4. ライオン -instrumental-
5. 鰯と卵の親子丼（シークレットトラック）

### 初回生産限定盤
CD
1. ライオン
2. 遅刻のうた
3. 夢は現状維持!
4. ライオン -instrumental-
5. 鰯と卵の親子丼（シークレットトラック）

DVD
1. ライオン　Music Video
2. エンドロール